# Madhoerie Jagmohan
Madhoerie Jagmohan is een Nederlands-Surinaams danseres en dansdocente. Zijn is de grondlegger van de bharata natyam in Suriname, waarin er zich anno 2021 zes scholen bevinden.

## Biografie
Madhoerie Jagmohan begon in 1978 met het dansen van de Indiase stijl kathak en stapte enkele jaren later over naar bharata natyam. Ze richtte haar eigen dansschool op in Nijmegen en reist sindsdien elk jaar naar India om zich verder te scholen. In 1997 werd zij door HIMOS (Stichting Hindoe-Moslim Organisatie voor de Medefinanciering van Ontwikkelingssamenwerking) naar Suriname uitgezonden om daar in een tijdsbestek van vier jaar de bharata natyam te introduceren. Zij is uiteindelijk in Suriname gebleven; haar dochter nam haar dansschool in Nijmegen over.
De Hindoestanen in Suriname komen uit Noord-India, met name de staten Uttar Pradesh en Bihar. De bharata natyam is daarentegen een Zuid-Indiase dans, waardoor de start van de lessen door Jagmohan in 1997 de introductie van deze dans in Suriname inluidde. Haar school leidde meerdere generaties leerlingen op in deze dans, met in 2001 de eerste lichting die het arangetram bereikten (afstudeerden). Enkele leerlingen stroomden zelf door als docent. Na twintig jaar kent Suriname begin jaren 2020 zes scholen waar deze dans wordt onderwezen. Leerlingen die zij naar het arangetram leidde, zijn onder meer Evita Issa, Namita Bhaggoe-Ajodhia, Sieske Rama, Sadhana Mohan en Kavita Ramphal.
Daarnaast geeft ze met haar leerlingen voorstellingen, waaronder in de Congreshal, de Anthony Nesty Sporthal en Theater Thalia.